# Josef Altstötter
Josef Altstötter (Bad Griesbach im Rottal, 4 gennaio 1892 – Norimberga, 13 novembre 1979) è stato un funzionario tedesco capo del dipartimento di diritto civile del Ministero della Giustizia tedesco durante il regime nazista.
Dopo la seconda guerra mondiale, fu processato dal Tribunale Militare di Norimberga come imputato nel processo ai giudici, dove fu assolto dalle accuse più gravi, ma fu riconosciuto colpevole di una minore accusa per la sua appartenenza alle SS, ritenute un'organizzazione criminale.

## Biografia

### Carriera
Dopo aver prestato servizio nella prima guerra mondiale, Altstötter completò i suoi studi in legge a Monaco di Baviera nel 1920, superò l'esame statale di giurisprudenza e iniziò a lavorare nel 1921 come vice giudice nel dipartimento di giustizia bavarese. Nel 1927 lavorò nel Ministero della Giustizia del Reich, nel 1933 si trasferì alla Corte Suprema di Lipsia e infine nel 1936 alla Corte del Lavoro del Reich.
Dal 1939 al 1942 fu con la Wehrmacht. Dal gennaio 1943 tornò al Ministero della Giustizia del Reich (Divisione VI: Diritto Civile e Giustizia), dove fu nominato nel maggio 1943 capo della divisione di diritto civile e procedura, Reichministerialdirektor, e vi rimase durante tutta la seconda guerra mondiale. È stato insignito dell'Insegna d'oro del NSDAP per il servizio al partito nazista.
Una parte dei compiti del dipartimento di Altstötter includeva la legislazione delle leggi razziali di Norimberga emanate per isolare gli ebrei dalla vita tedesca e privarli dei loro diritti civili. Il suo ufficio aveva anche la responsabilità di rivedere il principio tedesco in materia di diritto ereditario e di famiglia, in modo che dopo la morte, le proprietà degli ebrei non sarebbe passata di genitore in figlio, ma per legge sarebbe stata incamerata dal governo tedesco.

## Appartenenza all'organizzazione nazista
Prima della sua iscrizione al partito nazista, Altstötter era membro di Der Stahlhelm, un'organizzazione di veterani di destra. Dopo che questa fu ristrutturata come organizzazione nazista, Altstötter divenne membro della SA (numero SA: membro 31). Il 15 maggio 1937 passò dalle SA alle SS (numero di tessera 289.254), nel 1944 aveva raggiunto il grado di SS-Oberführer. Nel settembre 1938 aderì anche al partito nazista (numero di tessera 5.823.836). Josef Altstötter era amico dei leader delle SS di alto livello come, tra gli altri, Heinrich Himmler, Ernst Kaltenbrunner e Gottlob Berger.

## Dopo la guerra
Nel 1947 Josef Altstötter fu uno degli accusati al processo di Norimberga per crimini di guerra. È stato accusato, insieme ad altri giudici nazisti e funzionari, della partecipazione nei crimini di guerra e nei crimini contro l'umanità. Per Altstötter, le particolari accuse contro di lui si basavano sul coinvolgimento penale sia con le leggi razziali naziste che con il rapimento e l'omicidio segreto di persone ai sensi del decreto Nacht und Nebel nazista. Tuttavia, c'erano solo prove sufficienti per condannarlo di appartenenza alle SS. Secondo il Tribunale:
Nel dicembre 1947 fu condannato a cinque anni di carcere. Dopo 2 anni e mezzo, nel 1950, Altstötter fu rilasciato dalla prigione di Landsberg. Dal 1950 al 1966 ha lavorato come avvocato. Nel 1979, all'età di 87 anni, morì a Norimberga.

## Onorificenze
- Croce in oro dell'Ordine militare della Croce Tedesca, il 25 marzo 1942 come Major d.B. nel II./Infanterie-Regiment 475[4]

## Pubblicazioni
- Co-editore con Alexander Achilles e Joachim Greiff del commento al codice civile tedesco ("Achilles-Greiff") dalla 14ª alla 18ª edizione, Berlino 1937-1944
- Konkursordnung nebst dem Einführungsgesetz, der Vergleichsordnung, dem Anfechtungsgesetz und zahlreichen anderen Nebengesetzen. Textausgabe mit Verweisungen und Sachverzeichnis, München 1930
- Das Gerichtsvollzieherwesen in Bayern. Vorschriftensammlung mit Inhaltsverzeichnis, Sachregister und einer Einführung in die einfachsten Begriffe des Wechselrechts, München 1928
- Gesetz über den Vergleich zur Abwendung des Konkurses (Vergleichsordnung) vom 5. Juli 1927. Textausgabe mit Einleitung, Anmerkungen und Sachverzeichnis, München 1927